# Hadita (cidade histórica)
Hadita (em siríaco: ܚܕܬܐ; romaniz.: Ḥdatta; em árabe: الحديثة; romaniz.: al-Ḥadīt̲a) foi uma cidade histórica da margem esquerda do rio Tigre logo abaixo de sua confluência com o Grande Zabe. A cidade floresceu durante o Império Sassânida e os estágios iniciais do período islâmico.

## História
Hadita foi aparentemente estabelecida pelo Império Sassânida, e consequentemente seu nome em persa foi Neucarta (Newkart; literalmente "Recém-Fundada"), o que corresponde aos nomes siríaco e árabe tardio. Segundo al-Baladuri, a cidade adquiriu seu nome quando os habitantes de Perisapora, na Mesopotâmia Central, migraram para sua localização e transferiram consigo o nome de sua cidade recém-fundada. A cidade tornou-se renomada como um bispado central da Igreja do Oriente dentro da província eclesiástica de Adiabena. Lá também existia um número substancial de judeus, muitos deles convertidos ao cristianismo sob orientação do bispo Tito no século VI.
A cidade prosperou e se expandiu durante o Califado Abássida, e o quarto califa Alhadi (r. 785–786) transformou-a em sua capital antes de morrer. O general abássida, Muça estabeleceu seus quarteis em Hadita durante a chamada Anarquia de Samarra. Por este período a população da cidade ainda permaneceu cristã, estando vinculada majoritariamente à Igreja do Oriente. Alguns dos bispos locais, como Abraão de Marga, ascendeu ao posto de católico do Oriente, e outros como Isho'dad de Merv escreveram importantes livros teológicos.[carece de fontes?] A importância de Hadita declinou com o passar dos séculos e foi posteriormente arruinada e abandonada após a invasão mongol do século XIII.